# Houda Ben Daya
Houda Ben Daya (ar. هدى بن داية ;ur. 21 lipca 1979) – tunezyjska judoczka. Olimpijka z Aten 2004, gdzie odpadła w eliminacjach w wadze półciężkiej.
Uczestniczka mistrzostw świata w 2001. Startowała w Pucharze Świata w 2000, 2001 i 2004. Brązowa medalistka igrzysk śródziemnomorskich w 2001. Triumfatorka igrzysk afrykańskich w 2003. Trzykrotna medalistka mistrzostw Afryki w latach 2001 - 2004.

## Letnie Igrzyska Olimpijskie 2004
| Konkurencja | Eliminacje                | Klas. końcowa |
| Konkurencja | Przeciwnik I              | Miejsce       |
| ----------- | ------------------------- | ------------- |
| 78 kg       | Edinanci da Silva (BRA) P | I runda.      |